# David Edgar
David Edward Edgar (1987. május 19., Kitchener, Kanada) kanadai labdarúgó, aki 2014 óta a Birmingham Cityben játszik hátvédként.

## Pályafutása

### Newcastle United
Edgar gyerekkorában a labdarúgás mellett jégkorongozott is, végül előbbi sportágat választotta. Több csapatnál is megfordult próbajátékon, mielőtt 2001-ben bekerült volna a Newcastle United ifiakadémiájára. 2003-ban került fel a tartalékok köze, ahol 2005-ben már alapembernek számított. Nem sokkal később első profi szerződését is megkapta.
A 2006/07-es szezonban került fel az első csapathoz, mivel Newcastle legtöbb védője sérüléssel bajlódott. 2006. december 26-án, a Bolton Wanderers ellen debütált a felnőttek között. 2007. január 1-jén gólt szerzett a Manchester United ellen, amivel pontot mentett csapatának. Ez volt az első meccse hazai pályán. 2007 februárjában megválasztották a legjobb fiatal kanadai játékosnak, nyáron pedig egy új, 2009-ig szóló szerződést írt alá a Szarkákkal.
A következő idényben alig kapott lehetőséget, elégedetlenségének hangot is adott. A szezon vége felé már több meccsen pályára léphetett, egy Reading elleni mérkőzés után Kevin Keegan is megdicsérte jó teljesítménye miatt. 2008. december 28-án megszerezte második gólját, egy Liverpool ellen 5-1-re elvesztett találkozón.
A 2008/09-es szezon utolsó napján, az Aston Villa ellen kiállították. Csapata 1-0-ra kikapott és kiesett a Premier League-ből. Lejáró szerződését megpróbálta meghosszabbítani a Newcastle, de ő nemet mondott.

### Burnley
A Burnley 2009. július 1-jén bejelentette, hogy leigazolta Edgart.

## Válogatott
Edgar az U17-es és U20-as kanadai válogatottban is megfordult. 2008 novemberében behívták egy Jamaica elleni vb-selejtezőre, de nem kapott játéklehetőséget.

## Külső hivatkozások
- David Edgar pályafutásának statisztikái a Soccerbase oldalon (angolul)

- David Edgar adatlapja a Football.co.uk-on
- David Edgar adatlapja a SkySports.com-on
- David Edgar adatlapja a Burnley honlapján

## Fordítás
- Ez a szócikk részben vagy egészben  a   David Edgar (footballer) című angol Wikipédia-szócikk fordításán alapul.  Az eredeti cikk szerkesztőit annak laptörténete sorolja fel. Ez a jelzés csupán a megfogalmazás eredetét és a szerzői jogokat jelzi, nem szolgál a cikkben szereplő információk forrásmegjelöléseként.